# Giulio Zorzi
Giulio Zorzi (Johannesburg, 3 augustus 1989) is een Zuid-Afrikaanse zwemmer.

## Carrière
Bij zijn internationale debuut, op wereldkampioenschappen kortebaanzwemmen 2012 in Istanboel, eindigde Zorzi als vijfde op de 50 meter schoolslag en werd hij uitgeschakeld in de series van de 100 meter schoolslag. Op de 4x100 meter wisselslag strandde hij samen met Darren Murray, Garth Tune en Leith Shankland in de series.
Op de wereldkampioenschappen zwemmen 2013 in Barcelona veroverde de Zuid-Afrikaan de bronzen medaille op de 50 meter schoolslag.

## Internationale toernooien
| Jaar | Olympische Spelen | WK langebaan   | WK kortebaan                                               | PanPacs | Gemenebestspelen |
| ---- | ----------------- | -------------- | ---------------------------------------------------------- | ------- | ---------------- |
| 2012 | geen deelname     |                | 5e 50m schoolslag 17e 100m schoolslag 9e 4x100m wisselslag |         |                  |
| 2013 |                   | 50m schoolslag |                                                            |         |                  |

## Persoonlijke records
Bijgewerkt tot en met 31 juli 2013
Kortebaan
| Afstand         | Tijd  | Datum            | Plaats    |
| --------------- | ----- | ---------------- | --------- |
| 50m schoolslag  | 26,54 | 15 december 2012 | Istanboel |
| 100m schoolslag | 59,09 | 12 december 2012 | Istanboel |

Langebaan
| Afstand         | Tijd    | Datum            | Plaats    |
| --------------- | ------- | ---------------- | --------- |
| 50m schoolslag  | 27,04   | 31 juli 2013     | Barcelona |
| 100m schoolslag | 1.02,90 | 16 augustus 2011 | Shenzhen  |